# Jolyn Huppertz
Jolyn Huppertz (23 maart 1996) is een Belgisch Duitstalig politica die actief was voor de CSP.

## Levensloop
Huppertz ging rechten studeren aan de Universiteit van Trier in Duitsland. In Trier werd ze in 2017 lid van de raad van bestuur van de christendemocratische studentenvereniging RCDS. 
In eigen land was ze van 2015 tot 2019 voorzitter van Junge Mitte, de jongerenafdeling van de partij CSP. Ook werd ze in 2016 lid van de raad van de bestuur van de EVP-jongerenafdeling van de Euregio Maas-Rijn en was ze van 2018 tot 2019 plaatsvervangend lid van de raad van bestuur van de televisieomroep BRF. Sinds 2019 zetelt ze tevens in de OCMW-raad van Kelmis. 
Bij de Duitstalige Gemeenschapsverkiezingen van mei 2019 werd Huppertz verkozen tot lid van het Parlement van de Duitstalige Gemeenschap. Ze was er van 2021 tot 2023 secretaris en plaatsvervangend fractievoorzitter voor haar partij.
In juli 2023 verliet Huppertz de CSP en ging ze als onafhankelijke zetelen in het Parlement van de Duitstalige Gemeenschap. Op een buitengewone vergadering van het CSP-bestuur was namelijk besloten dat ze geen plaats meer kreeg op de verkiezingslijsten van de CSP voor de regionale en lokale verkiezingen in 2024, na herhaaldelijke spanningen tussen Huppertz en haar fractie, die tot een vertrouwensbreuk hadden geleid. Huppertz besloot de beslissing aan te vechten bij het gerecht en diende klacht in tegen het partijbestuur, omdat de beslissing niet conform de statuten zou zijn genomen en ze vond dat haar persoonsrecht was geschonden.
Bij de Duitstalige Gemeenschapsverkiezingen van juni 2024 kwam Huppertz opnieuw op, als lijsttrekker van de onafhankelijke burgerlijst Huppertz + Co. De partij  behaalde echter niet genoeg stemmen voor een zetel en Huppertz verdween bijgevolg uit het parlement. 